# Dino Crisis (serie)
Dino Crisis (ディノクライシス Dino Kuraishisu?) es una serie de videojuegos del género de videojuegos de terror realizada para las consolas de quinta y sexta Generación. Desarrollados por Capcom y creados por Shinji Mikami, el primer juego, Dino Crisis, se convirtió en uno de los títulos más vendidos de 1999. Consiguió vender cerca de 2.400.000 unidades, mientras que Dino Crisis 2 logró vender cerca de 1.190.000 copias ambos para la videoconsola PlayStation.
Toda la serie cuenta con la misma trama en la cual el jugador debe luchar contra una serie de dinosaurios y en ocasiones huir de ellos. El modo de juego es muy similar al de la serie Resident Evil y la categoría en la que se encuentra clasificado el juego es la misma. La serie cuenta con tres entregas principales, las cuales son Dino Crisis, Dino Crisis 2 y Dino Crisis 3, más un spin-off llamado Dino Stalker.

## Argumento
La fecha del primer videojuego se ubica en el año 2009, un equipo de fuerzas especiales debe sobrevivir en una base secreta del gobierno que fue invadida por dinosaurios procedentes de otra era.
El argumento del juego narra la travesía de Regina, una agente miembro de un equipo de fuerzas especiales SORT (Secret Operation Raid Team) enviado a la Isla Ibis, aislada en la noche en un océano tormentoso. En este lugar hay una inmensa base científico-militar secreta en la cual lleva cierto tiempo infiltrado un agente llamado Tom, para investigar los desarrollos del armamento. En su último informe, afirma que este enigmático complejo acoge a una personalidad inusual: el doctor Edward Kirk. Kirk es la máxima autoridad de investigación energética del país, pero fue dado por muerto tras una catástrofe acontecida hace tres años de uno de sus experimentos, después de que el Gobierno rechazara su tesis de "la fuente definitiva de energía limpia" y su laboratorio fuese cerrado. De alguna manera, el doctor sobrevivió a la sombra y ha estado realizando actividades sospechosas en estas instalaciones. La misión del grupo es encontrar al doctor Kirk y llevarlo de regreso a su patria.
En la segunda entrega, nos encontramos en el año 2010, (un año después de los acontecimientos de Dino Crisis) la investigación llamada “Tercera Energía” continúa a manos de una agencia del gobierno. Sin embargo ha ocurrido un accidente, Edward City, una ciudad dedicada a la investigación, ha desaparecido del presente y se encuentra en el pasado, exactamente en el tiempo de los dinosaurios. Un equipo de búsqueda y rescate (T.R.A.T.) tiene la misión de viajar a través del tiempo a donde se encuentra Edward City para saber qué pasó con esta ciudad, rescatar a los sobrevivientes y encontrar los archivos desaparecidos de la investigación de la “Tercera Energía”.
En la tercera entrega, a diferencia de las dos primeras versiones de la serie Dino Crisis, los enemigos en el juego no son dinosaurios reales. En su lugar, se crean a partir de mutaciones en el ADN de algunas especies de dinosaurios, la fecha en que nos hallamos en el año 2548, más de 300 años desde que la Tierra perdió contacto con el buque U.N. Ozymandias, con ruta a α². De alguna manera, el buque ha reaparecido cerca de Júpiter. Un equipo llamado S.O.A.R. (Special Operations And Reconnaissance) es enviado a bordo de la sonda para investigar. Un pequeño equipo se envía fuera en un intento de abordar el Ozymandias, cuando el buque utiliza sus armas de alto poder y disparan un láser al Seyfert, produciendo la destrucción de la nave. Afortunadamente, Patrick Tyler, Sonya Hart, el comandante Jacob Ranshaw y McCoy logran sobrevivir a la explosión. Ellos logran llegar a la Ozymandias y entrar en ella. En el interior de la nave todo resulta bastante desolado, aunque sigue funcionando. Patrick y Sonya pronto se encuentran cara a cara con un gran Australis que mata a McCoy. El Australis a su vez es asesinado por una pequeña colonia de Rigel, que se comen al Australis vivo desde el interior.

## Desarrollo
Tras iniciar la acción, el jugador se encuentra portando un arma y una cantidad limitada de munición, a diferencia de la tercera y última entrega la cual el personaje posee munición infinita. por lo que uno de los objetivos inmediatos a lo largo del juego es buscar equipo y medicinas con que abastecerse, del cual puede portar una cantidad limitada, aunque en algunas zonas se permiten la compra de los objetos de regeneración y acceder a ellas para abastecerse posteriormente desde cualquier zona de Compra.
El objetivo principal del juego es sobrevivir y escapar del lugar, generalmente para advertir del peligro y denunciar a los responsables, por lo que el personaje debe avanzar a ciegas y buscar objetos perdidos, documentos, pistas y elementos que le permitan activar o reparar maquinaria, puertas, vehículos o revelar qué ha sucedido y explicar qué debe hacer para escapar del peligro, el cual envuelve a toda la zona.

## Personajes

### Dino Crisis
- Regina (Stephanie Morgenstern): El personaje es un experto en inteligencia y las armas, que se especializa en el mantenimiento de las armas.

- Rick (Alex Karzis): Es el tercer miembro del equipo y un hacker experto en informática. Cree que la vida del equipo es más importante que el éxito de la misión. Lleva un rifle de francotirador.

- Gail (Richard Yearwood): Un espía veterano y el líder del equipo. Es muy conocido por su comportamiento frío. Cree que el éxito de la misión es más importante que la vida de su equipo, así como la suya propia. Lleva un rifle de asalto.

- Dr. Edward Kirk (Adrian Truss): El genio detrás de la Teoría de la tercera energía. Se aprovechó de que la República de Borginian estaba interesada en las propiedades de la energía Tercera como arma y le prometió toda la financiación, las instalaciones, los investigadores y el equipo que necesitaba. Para ese fin, simuló estar muerto y se trasladó a la isla Ibis, donde se creó un centro de investigación para él. Durante el transcurso del juego elude los dinosaurios, así como el jugador, e incluso mata a algunos de sus investigadores para ocultar sus huellas. No muestra remordimiento por las consecuencias de sus acciones y solo se preocupa por su trabajo.

- Tom (Bino Tautorrez): Un agente de Sort, que se ha infiltrado en las instalaciones de la isla Ibis para investigar los informes de un nuevo tipo de arma que se investigan. Cae herido por una pteranodon y posteriormente asesinado por un velociraptor por salvar a Rick.

- Cooper: El cuarto miembro del equipo de extracción. Se desvía de su trayectoria al inicio de la misión y acaba siendo devorado por un tiranosaurio. El resto del equipo no se entera de esto y lo dan por desaparecido.

- Pilot (Robert Tinkler): Es quien trae a los cuatro agentes a la isla en el helicóptero. Regina contacta con él cuando el equipo descubre al Dr. Kirk. Ella le ordena desechar el plan original y que los recoja de inmediato. Sin embargo, cuando se acerca a la tierra para recogerlos (Gail está ausente cuando se presenta), el T-Rex ataca y destruye el helicóptero, matando al piloto.

- Mike: Un guardia encontrado muerto en una sala de control cerca del final del juego. Se considera que fue asesinado por un velociraptor o therizinosaurus, ya que había un comunicador en uno de ellos. Tras encontrar su cadáver, se le identifica por su nombre como un guardia que sobrevivió (aunque después fue asesinado por el T-Rex antes de que lograse entrar en la base, junto con otros dos guardias) al que llaman por el comunicador, diciéndole que se reúna en las embarcaciones que estaban planeando usar para huir. Debido a esto, se da por hecho que sobrevivió durante un tiempo, hasta que los dinosaurios lo mataron.

- Paul Baker: Otro investigador del Dr. Kirk. Su cadáver es encontrado por Regina cuando recorre la base. Se le identifica por su nombre en una nota de otro cadáver. Pablo fue asesinado presuntamente por un velociraptor, que luego se comió su brazo antes de que el equipo lo encontrase.

- Mark Doyle: Un investigador del Dr. Kirk. Es gravemente herido por un velociraptor durante el rebasamiento de la base. Regina lo encuentra en una habitación apoyado en una mesa de trabajo. Ella le pregunta dónde está el Dr. Kirk y afirma que Kirk es un idiota. Le entrega a Regina su tarjeta de identificación, entonces sucumbe a sus heridas y muere. El T-Rex ingresa a través de la ventana, arrastra su cadáver y se lo come, antes de luchar contra Regina por primera vez en el juego.

- Dr. Sherwood: Una investigadora anciana. Se le encuentra muerta en la estación de descanso. Solo encuentran una parte del cuerpo, pero en otra ocasión se ve completo. Se cree que fue asesinada por un therizinosaurus.

### Dino Crisis 2
- Dylan Morton (con la voz de: Gabriel Hogan) — Es un soldado del Tactical Reconnoitering and Acquisition Team (T.R.A.T.); en esta aventura tendrá como objetivo conjunto con Regina (protagonista de la primera entrega) rescatar a más de 1200 supervivientes de la ciudad Edward City, anclada en el cretácico producto de las malformaciones espacio-tiempo del proyecto 3.ª Energía. Al transcurir la misión se topará con una chica extraña, que responde al nombre de Paula, y cuyo estereotipo es instintivo al salvajismo. Más tarde se sabrá que es su hija, perdida en el tiempo gracias a una imagen holográfica del mismo Dylan, en tiempos posteriores. Al final del juego encontrará la verdad y su destino.

Por lo general usa armas de fuego lento:escopeta, cañón sólido, rifle antitanque y el lanzacohetes, también su machete o la espada pesada.
- Regina (voz de Stephanie Morgenstern) — Un personaje que regresa de Dino crisis 1. Miembro del Secret Operation Raid Team (S.O.R.T.) que informa directamente al Gobierno, ella es una sobreviviente de una misión anterior: capturar al Dr. Kirk, que tuvo lugar un año antes (los hechos del primer Dino Crisis). Su agilidad y la sentencia cool son sus mayores fortalezas. Como tal, ella es superior en ejecución, evasión y ascensión de escaleras. Está equipada con un arma electrificada, que se puede usar para luchar contra los dinosaurios, pero es algo ineficaz. El arma también puede hacer cortocircuito a puertas que se controlan a través de electricidad, una no deseada pero útil función. En la historia su principal objetivo es alcanzar los datos de la 3.ª Energía, que ella correctamente completa al final del juego.

Usa armas de fuego rápido como: la doble ametralladora y la ametralladora grande
Otra armas que usa son: su pistola y el lanzamisiles, también su aturdidor eléctrico
- David(voz de Eric Hempsall) — Uno de miembros del equipo de Dylan que siempre aparece alegre y plantea la moral del equipo. Luce un sombrero de vaqueros. Aunque su estilo de combate no es tan fuerte como el de Dylan, su amistad es su mayor activo. Al principio del juego, durante el ataque del Tiranosaurio, coge un lanzamisiles y lo deja tuerto, dando tiempo para que Dylan y Regina escapen. También deja marcas en las paredes para dirigir Dylan y Regina por el camino correcto y, a continuación, les rescata de un grupo de velociraptors mediante un helicóptero con lanzacohetes. Después de un minijuego en el que Dylan proporciona cobertura fuego mientras David abre la puerta para cruzar el canal, es comido por un Alosaurus al empujar a Dylan al río y así salvarlo. David es un personaje no utilizable.

La única arma que se le ve usar es su lanzacohetes.
- Paula (voz de Lisa Yamanaka) — Uno de los misteriosos y hostiles sobrevivientes de Edward City. Ella tiene una parte importante en la historia y aparecerá de forma aleatoria en varias ocasiones. En el juego, Paula hace su primera aparición cuando ataca a Regina cerca del edificio de investigación, pero esta logra evadir el ataque y captura a Paula. Luego la transporta al bote, donde se encuentra con Dylan, a quien Paula parece conocer. Reaparece luego de que Dylan cae al río y le ayuda a encontrar el camino al complejo final en un minijuego en el que el jugador tiene que protegerla de ataques de Oviraptor. Al llegar a la instalación, una proyección holográfica de un futuro Dylan Morton les revela que están actualmente en el futuro, el año 2025 en un mundo donde Regina esta Muerta, la madre de Paula fue asesinada por los dinosaurios, mientras que ella misma resultó gravemente herida. Para salvar su vida, se puso a la chica en una cámara de soporte vital diseñada originalmente para el éxtasis de los dinosaurios, la cual le había curado pero le hizo perder la capacidad para hablar. Aprende cómo decir las palabras "Paula", "Inicio" y "Papá", que con frecuencia usa para referirse a Dylan. Al final queda atrapada por los desechos del derrumbe y Dylan se queda con ella, pereciendo en unos momentos, aunque en imágenes obtenidas de los finales de los personajes del juego, Regina había mantenido su palabra y les rescataron en el último momento.

### Dino Crisis 3
- Michael Patrick (Tyler Yurchak) - Es un miembro de SOAR. Tiene un fuerte sentido del deber y su natural carisma hacen de él un activo para cualquier operación. Es la confianza de todo el equipo.

- Sonya Hart (Vanessa Marshall) - Otro miembro del SOAR. Las buenas e impecables acciones de Sonia son su atractivo. Su único objetivo es completar las misiones.

- McCoy (Wally Wingert) - No se sabe mucho de él. Patrick y Sonya lo encontraron corriendo hacia ellos, preguntando por el otro miembro del equipo del paradero. Después de que él se da cuenta de que ha sido babeado por un Australis, este tira a McCoy por los aires y lo arroja a la pared, causándole la muerte.

- Jacob Ranshaw (Kevin Killebrew) - Jacob Ranshaw conduce SOAR. Su carácter directo y audaz capacidad de toma de decisiones son fundamentales para la operación. Él es un fanático de la seguridad de sus tropas. Él es asesinado por "Regulus", inevitablemente, después de su lucha con Patrick. Jacob se sacrifica, usando una granada para matar a "Regulus", aunque resulta un intento fallido.

- Caren Velázquez (Shanelle Workman) - Al parecer, ella es la única sobreviviente del misterioso brote de dinosaurios. También trabajó como oficial de patrulla en uno de los hangares de los barcos de control. Caren es la apariencia de un misterio a lo largo del juego. Ella es descubierta por Patrick y más tarde se descubre que tienen varias copias, en su mayoría realizados por los androides MTHR. Durante una batalla contra el Cebalrai, ella se sacrifica para salvar a Patrick, por lo que caen en una amplia plataforma.

- Satoko Capitán Evans (Paul Jasmin) - Es la capitán de la Ozymandias. Después de que la Ozymandias se ve afectada con los rayos cósmicos, los miembros de la tripulación comenzaron a morir. Durante sus últimos días ella y los miembros de la tripulación en su búsqueda por sobrevivir buscan el ADN de algunos animales, y los mezclan con los suyos. Esto fue todo por órdenes de los capitanes MTHR, que luego llevó a cabo un proceso de clonación.

### Dino Stalker
- Mike Wired: Teniente del ejército americano de la Segunda Guerra Mundial, experto en armamento y combate aéreo. En una batalla en los cielos, su avión es abatido y momentos antes de morir, es teletransportado millones de años al futuro.

- Paula: Paula es el primer objetivo de rescate de Mike en la dimensión alterada del futuro. Paula ayudará a Mike a cumplir su misión e incluso salvar su vida. Según el final del juego, Paula llegó a enamorarse de Mike.

- Dylan Morton: El protagonista de Dino Crisis 2 aparece en esta ocasión como apoyo en la misión de Mike mediante comunicación por voz. Nunca se le ve en persona, aunque aparece en imagen holográfica cerca del final del juego.

## Dinosaurios
Los Dinosaurios fueron recreados de manera idéntica a los que se conocen en la vida real.

### Tyrannosaurus

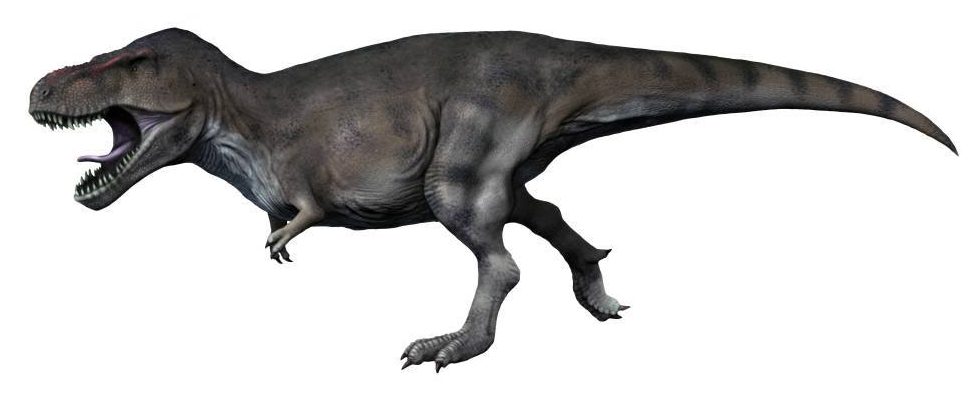
Tyrannosaurus

En Dino Crisis 1, hay solo dos Tyrannosaurus, un macho y una hembra que merodean por toda la Dino Isla. Al principio, David deja tuerto al macho con su lanzamisiles, por lo que cada vez que encuentra a Regina o a Dylan los ataca. Al final, el macho muere en batalla con un giganotosaurio. Su piel es amarilla-dorada.

### Velociraptor

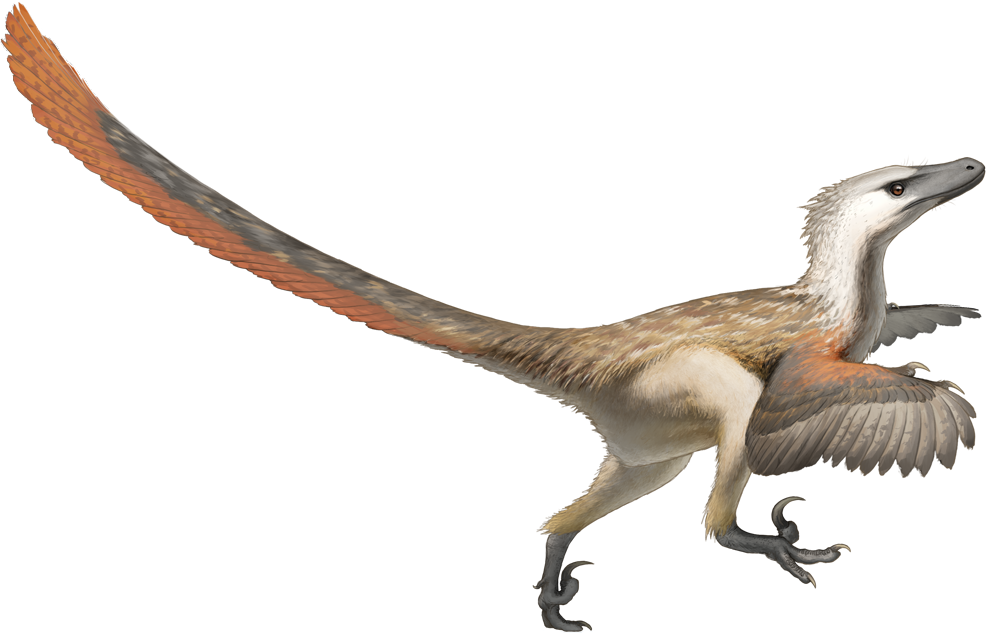
Velociraptor

Son citados como los más prósperos carnívoros de esa época. Poderosos y crueles, hay varias especies en la isla, diferenciados por su resistencia y ferocidad: de piel amarilla, verde moteada, roja y azul. Hay varias manadas en la isla, por lo que Dylan y Regina deben de enfrentarse a ellos continuamente. Estas al final se unen para atacar Edward City por sorpresa, en busca de alimento. La batalla es feroz, y al final todos los sobrevivientes han perecido.
Los colores de los Velociraptors varían según su agrecividad y resistencia.
Los amarillos son muy débiles y mueren de uno o dos disparos de escopeta/pistola.
Los verdes son más feroces.
Los rojos son muy feroces y resistentes, pueden matarlos con la escopeta(poco recomendable)o matarlos con dos disparos del electroshock.
Los azules son muy feroces y muy resistentes el arma que se recomienda es el arma antitanque.

### Triceratops

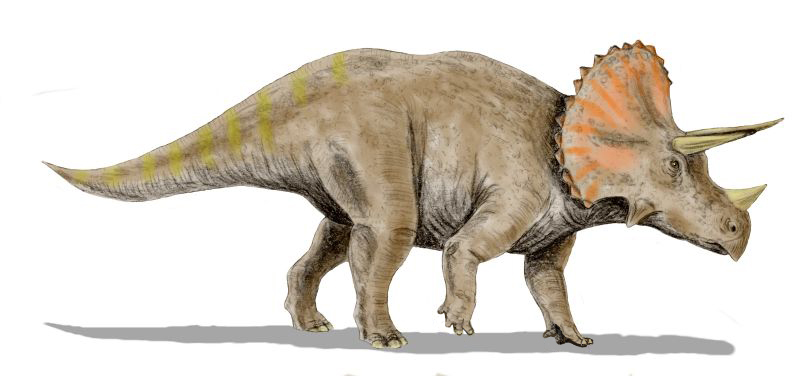
Triceratops

En el juego, los tricerátops son los rinocerontes del pasado. Unidos por fuertes lazos grupales, no olvidan quién les hizo daño a ellos o a alguno de sus compañeros, y son capaces de asesinar para cobrar venganza. Cuando Dylan, David y Regina llegan a Edward City, una terrible batalla entre humanos y dinosaurios acaece. Tras cruzar las ruinas de la ciudad, los protagonistas son atacados y perseguidos por una pareja de tricerátops que creen mataron a su cría. La hembra es gris verdoso, el macho, rojo purpúreo.

### Giganotosaurus

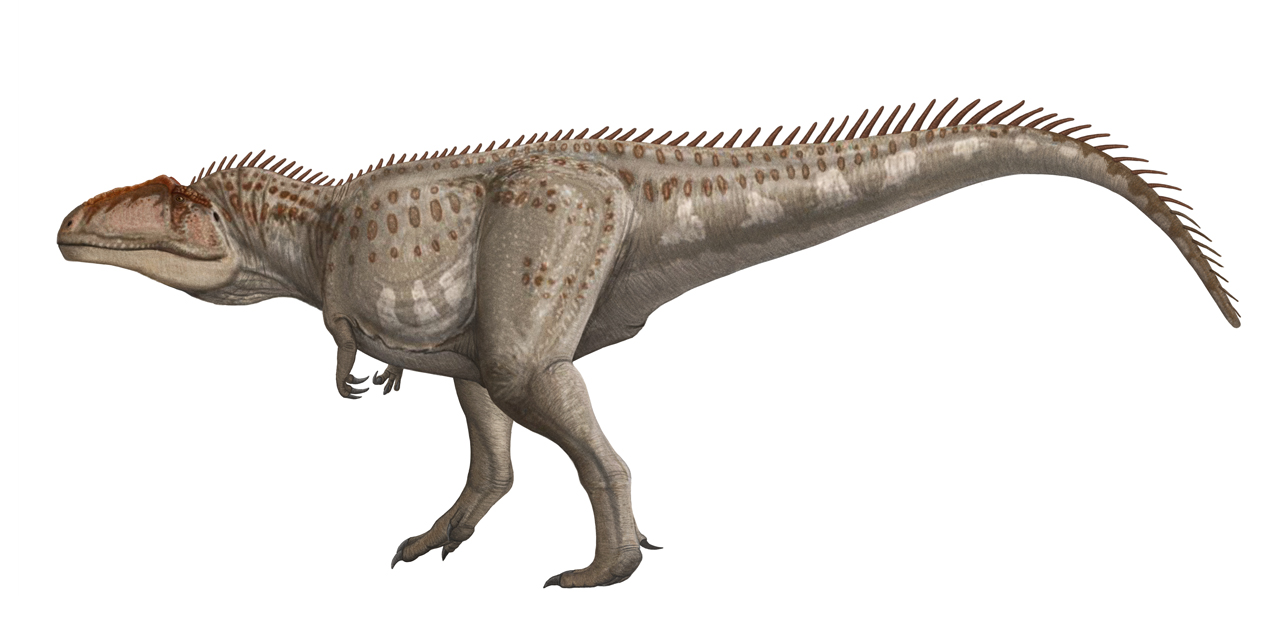
Giganotosaurus

Originalmente, nadie en la isla había tenido contacto con este gigante (o al menos no había sobrevivido), pero su existencia era sugerida por el continuo descubrimiento de cadáveres de tiranosaurios medio comidos en la jungla, además de que no se encontraban la mayoría de los cuerpos de los soldados que desaparecieron.El Giganotosaurio asesino al T - Rex que perseguía a Dylan y Regina (lo asesina en el Silo de Misiles). La única debilidad de este animal es el fuego, gracias a lo cual Regina lo deja inconsciente por unos momentos, para luego despertar y destruir el Silo de Misiles.
Luego de que Dylan se encontrara con Paula, los "jóvenes salvajes" atraen a esta bestia para que acabe con ambos, pero Dylan activa un futurista láser satelital que destruye al animal sin dejar rastro.El láser no deja rastro lo único que queda es una especie de remolino de carne.
El giganotosaurio es rojo escarlata. En el juego, sus medidas fueron exageradas para darle más credibilidad al argumento, por lo que esta criatura alcanza más de 20 m de largo y cerca de 7 m de alto

### Allosaurus

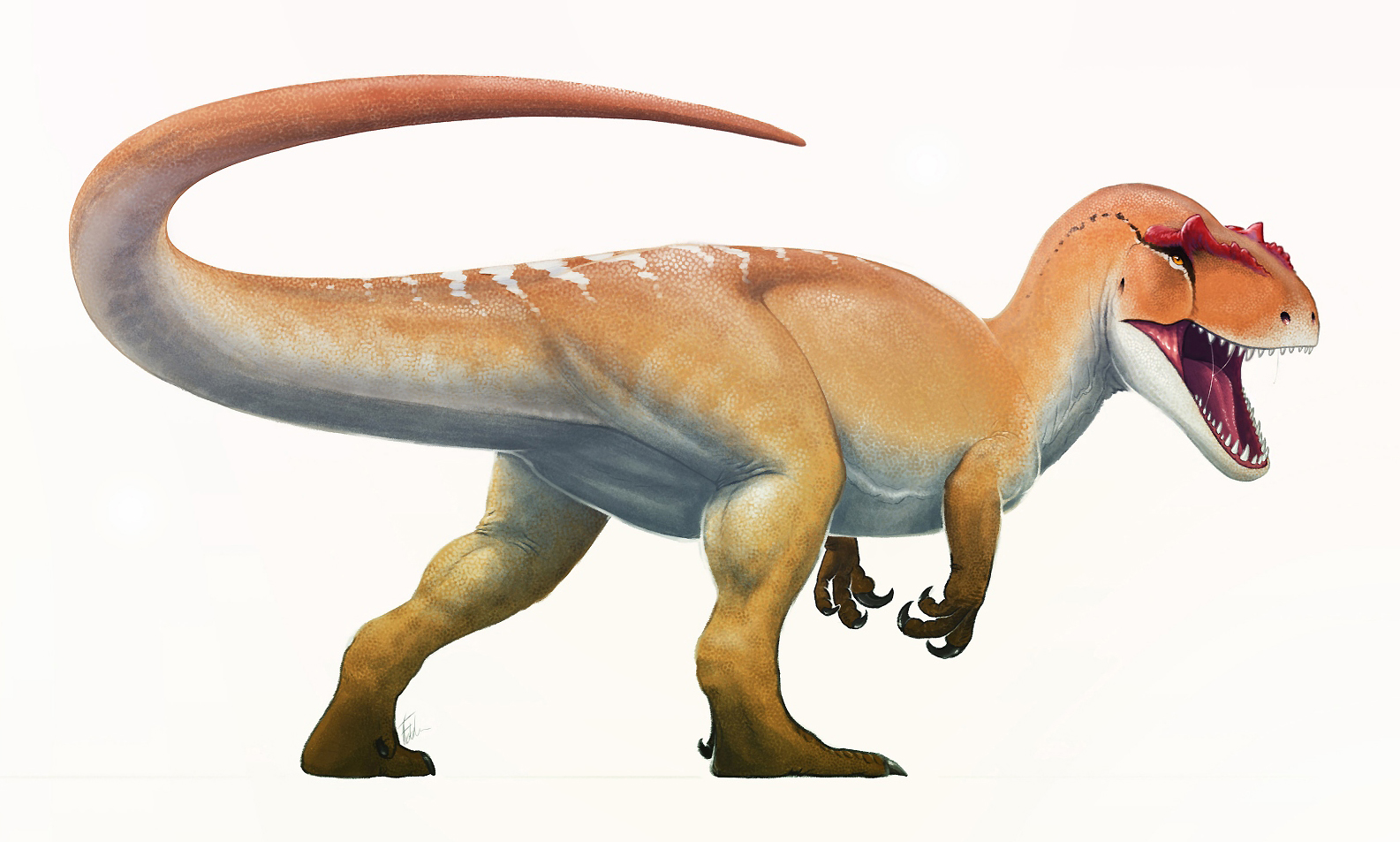
Allosaurus

Abundan en los territorios de carnívoros pequeños, como los velociraptores y los oviraptores. Individualmente, son muy difíciles de matar, en parte por sus grandes dimensiones que le permiten tomar a un humano en su boca y lanzarlo al piso, en parte gracias a su cráneo semi-acorazado. Se pueden combatir con lanzallamas o disparándoles en los costados, es frecuente también que cacen en grupos, en cuyo caso la batalla es más dura. También es posible herirlos disparándoles en la boca abierta. Son de color azul índigo claro, con las crestas negras.
Uno de ellos mata a David hacia el final del juego.

### Oviraptor

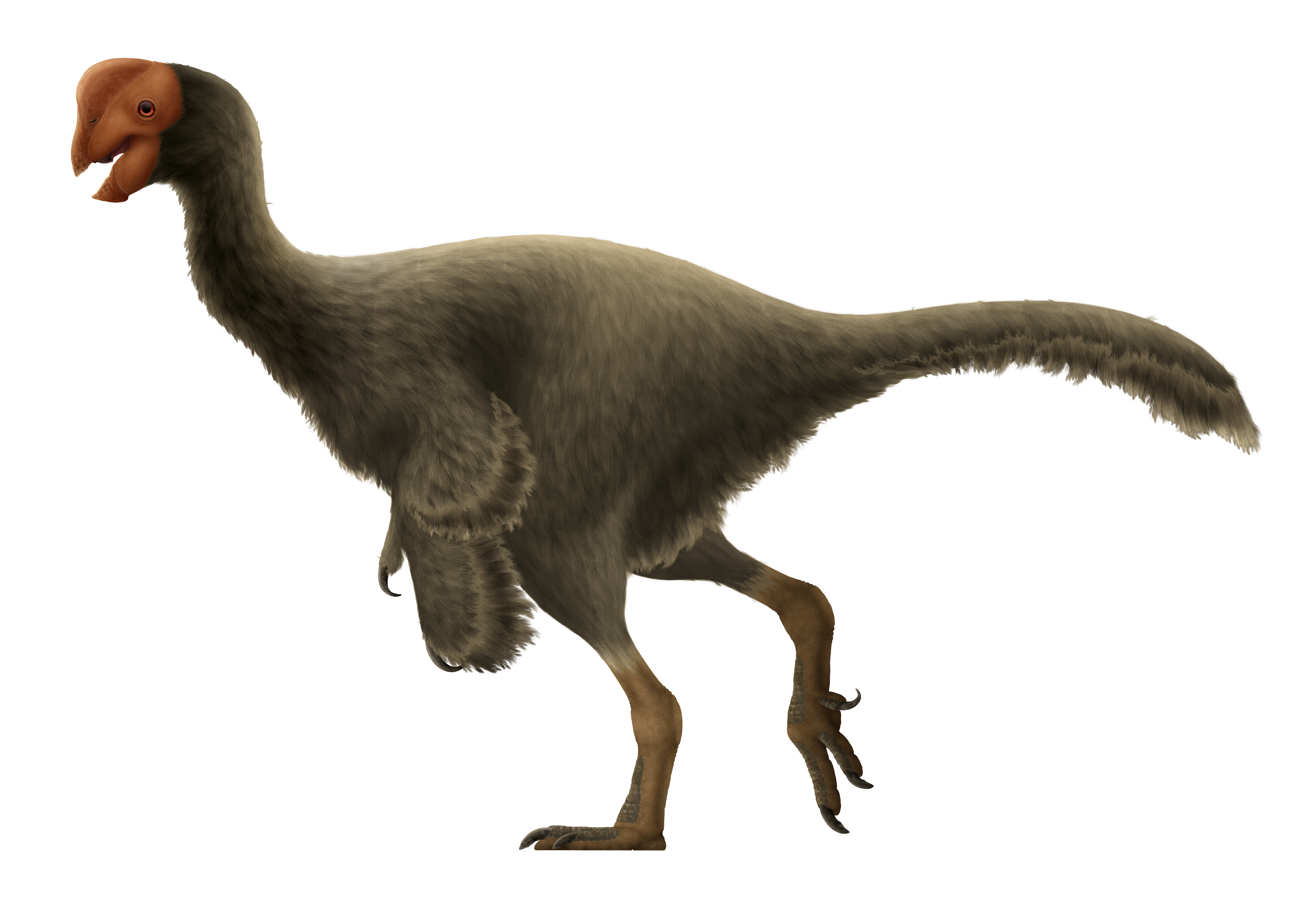
Oviraptor

Más pequeños que un humano, estos inteligentes carnívoros son un verdadero dolor de cabeza por su agilidad, su astucia, su trabajo en grupo y por su veneno ácido, que sólo lanzan los machos, por razones no explicadas aún. Estos son color verde agua, mientras que las hembras son de color rosáceo.
Acostumbran atacar rodeando a la presa, y a pesar de su aspecto frágil son muy duros de matar. Sus picos afilados y sin dientes son utilizados para romper cáscaras de huevo, o los cráneos de sus víctimas.

### Compsognathus

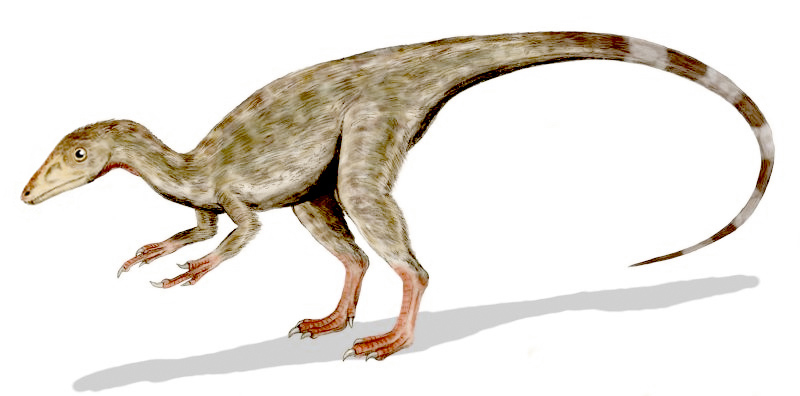
Compsognathus

Aunque inofensivos por su pequeño tamaño, estos carroñeros anaranjados se especializan en robar objetos brillantes para decorar sus nidos. Uno de ellos deja encerrado a Dylan al robarle una tarjeta-llave, por lo que éste debe atraparle y recuperarla.
Contra los compsognatus son inútiles las balas, más bien le ahuyentan. A fin de acorralarlo es mejor usar la pared de fuego.

### Pteranodon

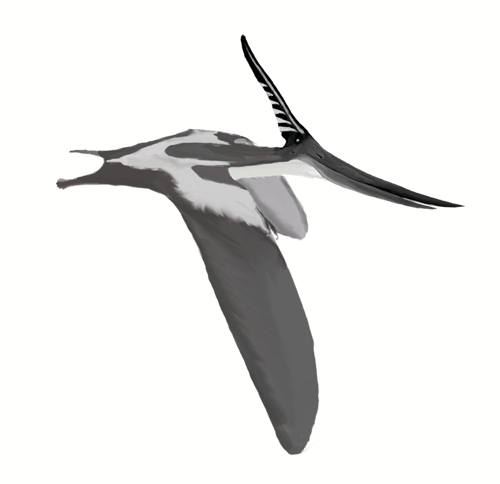
Pteranodon

De piel gris tinta, los pteranodontes vuelan en bandadas cerca de la costa, buscando presas (muy por lo general peces,a veces humanos) para lanzarse en picada sobre ellas, atacándoles con sus afilados picos de tijera, o bien, levantándole por los hombros y estrellámdole contra el suelo. Las armas más efectivas contra estos pterosaurios son el cañón sólido o de electro-shock, y la metralleta de Regina.

### Mosasaurus

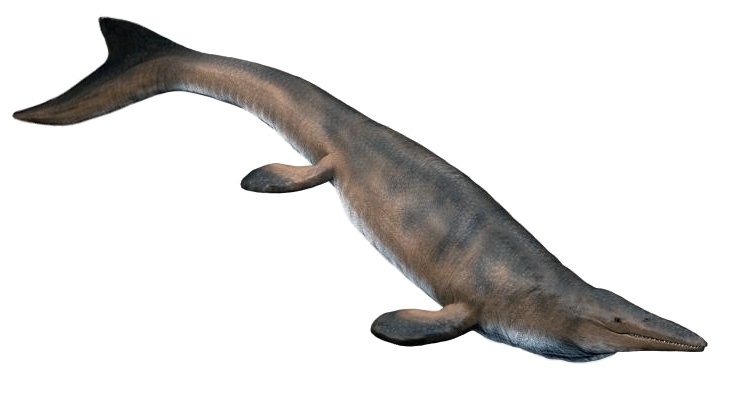
Mosasaurus

De piel gris azulada, estos reptiles marinos se ocultan en cada espacio pequeño disponible, por lo que han invadido las instalaciones subterráneas del reactor de la Tercera Energía. A pesar de su cautela, son atacantes violentos y grupales, cuyas mandíbulas pueden atravesar incluso los blindados trajes de buceo de los militares. Uno de ellos destruyó el tanque de oxígeno de Bob, el mecánico que tenía la llave de la zona habitable de Edward City, por lo que Regina debe bajar a las profundidades.
Contra estos animales, son útiles las armas que trae el mismo traje de buceo: granadas de aire y balas acuáticas. Las primeras son útiles para dejarlos inconscientes mientras se les dispara.

### Plesiosaurus

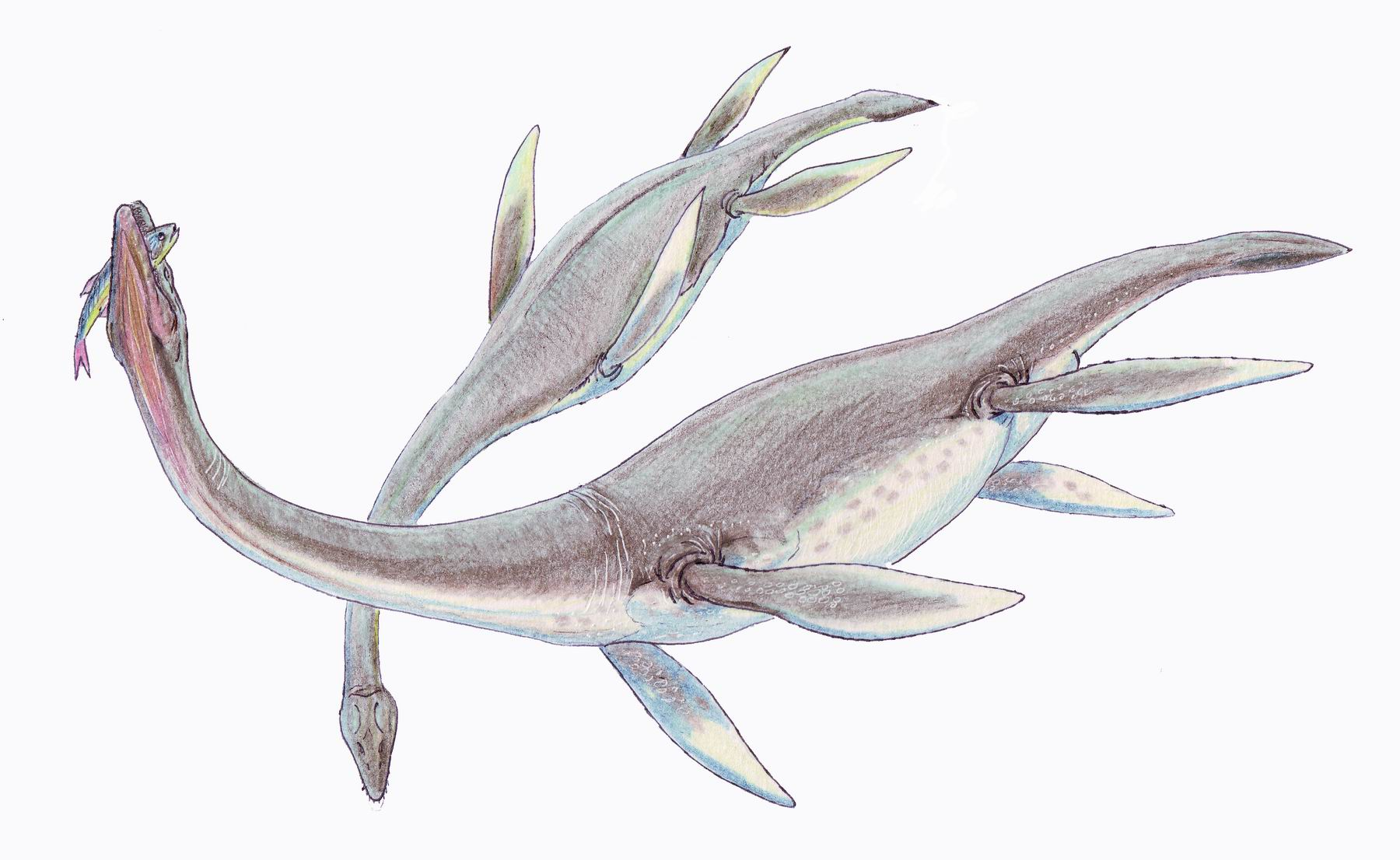
Plesiosaurus

Al igual que el giganotosaurio, las dimensiones de este reptil marino fueron exageradas para darle más credibilidad a la trama: en el juego rozan los 12 m de largo. Dotados de fuertes y cortantes dientes, y un largo y sinuoso cuello, los plesiosaurios (de color azul con negro) atacan tanto en las orillas (asomando su cabeza para atrapar a su víctima y arrastrarla a las profundidades), como en las instalaciones submarinas del reactor de la Tercera Energía. Desde tierra son relativamente fáciles de matar, pero en el agua es necesario herirles varias veces con un lanzamisiles acuático.

### Inostrancevia

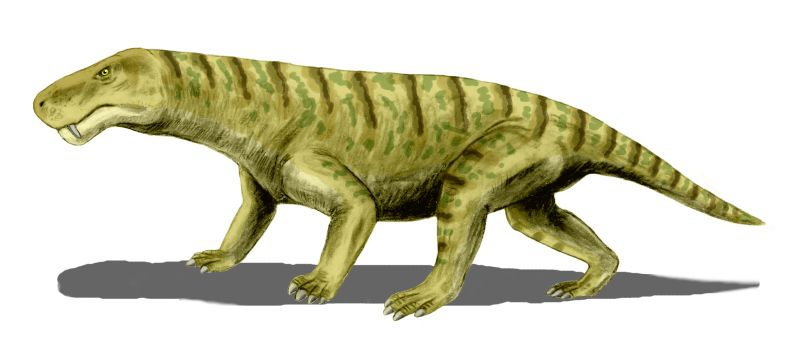
Inostrancevia

Este pelicosaurio o reptil tipo mamífero es un sobreviviente a épocas anteriores a los dinosaurios. Los científicos del ejército tuvieron noticias de ellos al activarse una vena volcánica (al parecer gustan del calor y del fuego, por lo que no se les puede detener con armas de tal naturaleza). Al inicio creyeron eran herbívoros, hasta que comenzaron a atacar a los soldados. Estos omnívoros de aspecto brutal son más pequeños y lentos que los humanos, pero con mandíbulas muy fuertes capaces incluso de romper un casco. Su piel de color vino está fuertemente acorazada, por lo que solo el rifle antitanque les inflige un daño directo.
Antes de atacar, los inostracevias se yerguen sobre sus patas traseras para aprisionar a sus presas, atacándoles tanto tiempo como éstas lo permitan. Es entonces cuando, ya erguidos, se puede disparar a su débil abdomen para liquidarlos. Una forma más rápida y segura de matarlos es tumbándolos boca arriba con el lanzador de minas en cadena.
Hay casos en los cuales, tras quitarse de encima un inostrancevia, éste cae a la lava y se quema. Dylan se enfrenta a ellos al adentrarse en cuevas volcánicas rumbo a Edward City. Luego es Regina quien les encara, tras emerger del subsuelo al amparo del calor provocado por la explosión del misil teledirigido que hace caer el giganotosaurio.

### Regulus (Ankylosaurus)

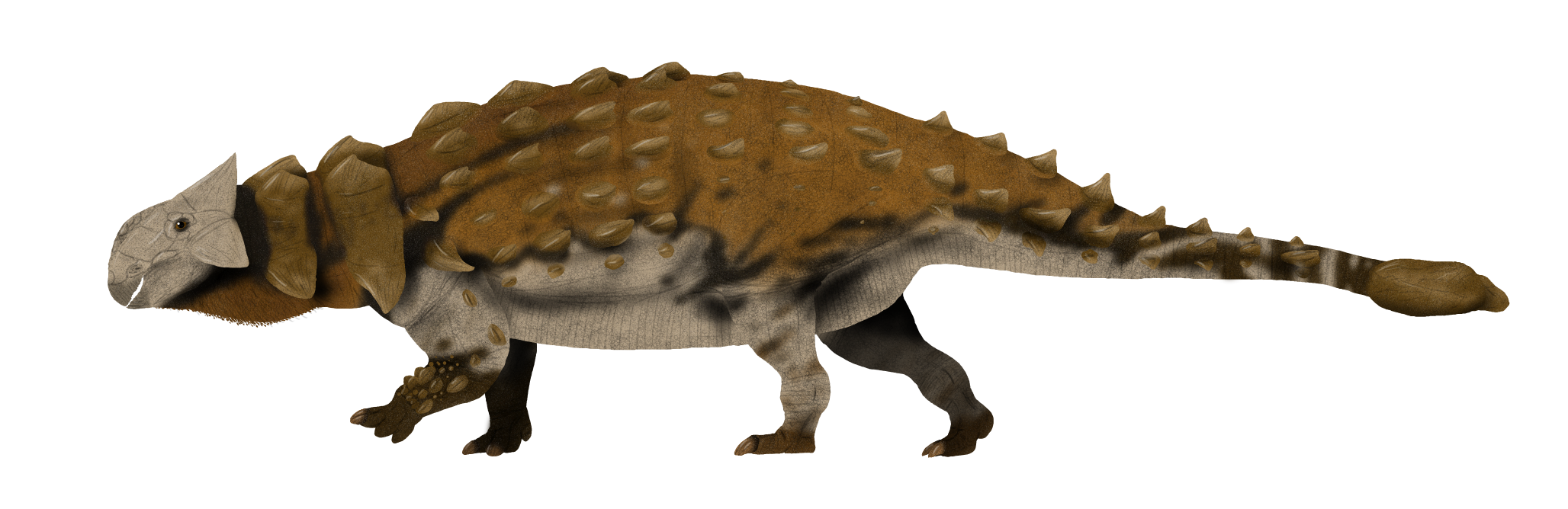
Ankylosaurus

Código de ADN: D-28-477. ADN original: Ankylosaurus. La piel de la Regulus está cubierta con gruesas planchas de blindaje orgánico capaz de desviar los ataques con proyectiles. Sin embargo, la criatura tiene un vientre suave y su baja velocidad hace que sea vulnerable a ataques en buena posición. Sólo uno se ve en el laboratorio de ADN, cuando el Capitán Evans se sacrificó colocando una bomba en la boca del Regulus. Durante la explosión, el Regulus logró enroscarse como una bola y girar, siguiendo su camino atravesando una pared. Más tarde apareció en el vestíbulo principal en el que fue finalmente destruido.

### Miaplacidus (Spinosaurus)

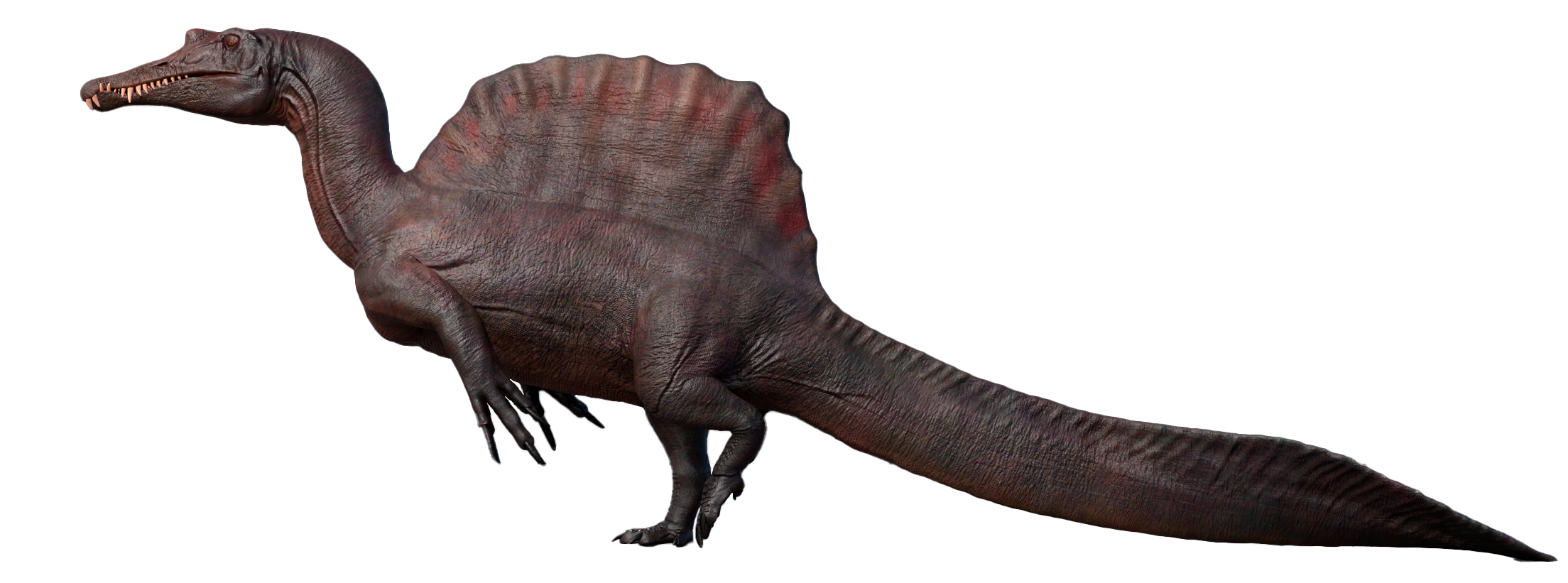
Spinosaurus

Código de ADN: D-16-021. ADN original: Spinosaurus. Manipulados genéticamente como anfibios cuyas cualidades le permiten la supervivencia de la tierra y el agua, la Miaplacidus es una criatura agresiva con una marcada aleta dorsal. También es capaz de escupir chorros de agua a alta presión.
El jugador pelea dos veces con él, primero sumergido, y se retira después de haber sido herido. Después es en tierra.

## Videojuegos
| Año de lanzamiento | Título        | Desarrollador/Notas                             | Plataformas | Plataformas | Plataformas | Plataformas | Plataformas | Plataformas | Plataformas | Plataformas | Plataformas | Plataformas | Plataformas | Plataformas | Plataformas | Plataformas |
| Año de lanzamiento | Título        | Desarrollador/Notas                             | PS          | PS2         | PS3         | XB          | GCN         | Wii         | PC          | PSP         | DS          | 3DS         | N64         | iOS         | DC          | SS          |
| ------------------ | ------------- | ----------------------------------------------- | ----------- | ----------- | ----------- | ----------- | ----------- | ----------- | ----------- | ----------- | ----------- | ----------- | ----------- | ----------- | ----------- | ----------- |
| Saga principal     |               |                                                 |             |             |             |             |             |             |             |             |             |             |             |             |             |             |
| 1999               | Dino Crisis   | Capcom, toma lugar en 2009                      | Sí          | No          | No          | No          | No          | No          | Sí          | No          | No          | No          | No          | No          | Sí          | No          |
| 2000               | Dino Crisis 2 | Capcom, toma lugar en 2010                      | Sí          | No          | Sí          | No          | No          | No          | Sí          | Sí          | No          | No          | No          | No          | No          | No          |
| 2003               | Dino Crisis 3 | Capcom, toma lugar en 2548                      | No          | No          | No          | Sí          | No          | No          | No          | No          | No          | No          | No          | No          | No          | No          |
| 2002               | Dino Stalker  | Capcom, toma lugar en la Segunda Guerra Mundial | No          | Sí          | No          | No          | No          | No          | No          | No          | No          | No          | No          | No          | No          | No          |